# Abradates i Panthea
Abradates i Panthea (ang. Abradates and Panthea) – poemat angielskiego poety romantycznego Edwina Atherstone’a, znanego z autorstwa, zakrojonych na szeroką skalę, eposów bohaterskich.

## Charakterystyka ogólna
Poemat Abradates i Panthea został wydany w roku 1821, w tym samym tomie, co Ostatnie dni Herkulanum nakładem londyńskiej oficyny Baldwin, Cradock and Joy. Utwór, przynajmniej w porównaniu z monumentalnymi eposami Atherstone’a, jest dość krótki, ponieważ liczy 34 strony druku. Warto dodać, że Upadek Niniwy zajmuje prawie 640 stron w dwóch tomach.

## Źródło
Historię Abradatasa (Abradatesa), władcy Suzjany, i Panthei Atherstone zaczerpnął z Żywota Cyrusa Wielkiego, autorstwa greckiego historyka Ksenofonta, co zaznaczył we wstępie. Według tego przekazu Panthea, kobieta o niezrównanej urodzie, żona Abradatesa, została wzięta do niewoli przez króla Cyrusa. Wbrew zwyczajom epoki, które zwycięzcom przyznawały prawo dowolnego rozporządzania jeńcami wojennymi i brankami, władca perski potraktował ją z pełną kurtuazją. Kiedy Abardates się o tym dowiedział, z wdzięczności pośpieszył Cyrusowi z pomocą, gdy ten walczył z Croesusem, na czele oddziału rydwanów, wyposażonych w charakterystyczne kosy przeznaczone do ścinania piechurów. Podczas bitwy w dolinie Thymbra, władca Suzjany poległ. Na wieść o tym zrozpaczona Panthea popełniła samobójstwo, przebijając się sztyletem. Król Cyrus wzniósł dla zmarłych małżonków okazały grobowiec.
Historia Abradatesa i Panthei stanowi jeden z klasycznych tematów literatury i sztuki. Geoffrey Chaucer wspominał o niej w Opowieściach kanterberyjskich. Zachował się anonimowy dramat elżbietański The Wars of Cyrus, którego bohaterami są Abradates i Panthea. Tragedię o Panthei opublikował w 1608 roku Claude Guerin de la Dorouviere. Oprócz tego, poemat zatytułowany Abradates and Panthea napisał John Bowdler, a opowieść o nich stała się tematem utworu The Thymbriad pióra Sophii Burrell. Własną wersję antycznej legendy przedstawił w 1808 roku również John Edwards (1751–1832). Poza tym historia Abradatesa i Panthei została opowiedziana w tragedii Henry’ego Montague Grovera Socrates, a dramatic poem.

## Forma

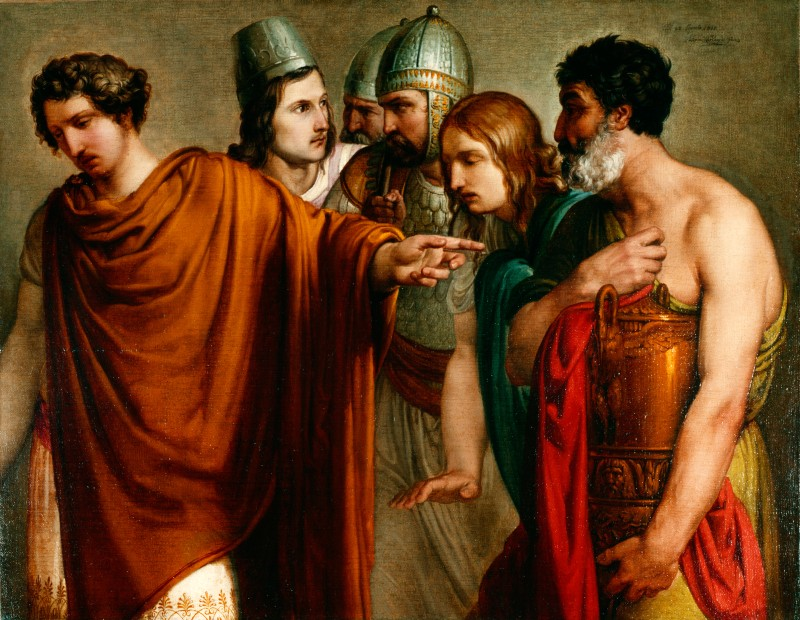
Francesco Hayez, Śmierć Abradatesa (1813)

Poemat o Abradatesie i Panthei został napisany wierszem białym, a konkretnie blank versem, czyli nierymowanym pentametrem jambicznym, inaczej mówiąc dziesięciozgłoskowcem, w którym akcenty spoczywają na parzystych sylabach wersu. Ten rodzaj wiersza jest najpowszechniej stosowanym wzorcem metrycznym w literaturze angielskiej. Został on wprowadzony w XVI wieku przez Henry’ego Howarda, hrabiego Surrey. Był podstawowym schematem wersyfikacyjnym dramaturgii elżbietańskiej, w której stosowali go między innymi Thomas Kyd, Christopher Marlowe i William Szekspir. W angielskiej epice wierszowanej blank verse umocnił swoją pozycję od kiedy John Milton użył go w Raju utraconym.
'Twas on the morning of that fateful day
When Cyrus met on Thymbra's spacious plain
The mighty host by wealthy Croesus led.--
Awful the hour when through the expectant camp
The word was given to harness for the fight
For warlike was the foe; four hundred times
A thousand was his strength; in horsemen strong,
And strong in Egypt's yet unconquer'd bands;--
Białym wierszem Edwin Atherstone posłużył się w swoich największych dziełach eposach Upadek Niniwy i Izrael w Egipcie, ponadto inkrustował tok wiersza aliteracją, czyli zestawianiem słów rozpoczynających się tą samą literą (głoską).
How the swift horses spurn the scattering earth
He stoops and smites the steeds
From side to side it swings: – rises – and sinks
W niektórych przypadkach wykorzystanie aliteracji rozciąga się na kilka wersów: Oh, then his soul/Sinks in him; and the stiffing sob, that tells/The breaking heart, is heard as slow again/He trembles on his way.

## Treść
Poemat rozpoczyna się – zgodnie z tradycją epicką – in medias res, czyli w momencie kulminacyjnym, to znaczy rankiem dnia, którego rozegrała się wielka bitwa. Przedakcję autor streszcza w kolejnym akapicie.
There was a prince, whose wife in former war
Was captive made by Cyrus;--and her charms
Exceeded those of woman;--yet her mind
Was fairer than her beauty; and her soul
Grew to her husband.--Cyrus saw, but scorn'd
Such loveliness and virtue by a touch
Unhallow'd to pollute; and when her lord
Knew this forbearance, smit with gratitude,
To Cyrus with his forces he repair'd
And vow'd eternal friendship:--and that vow
Till death he kept.

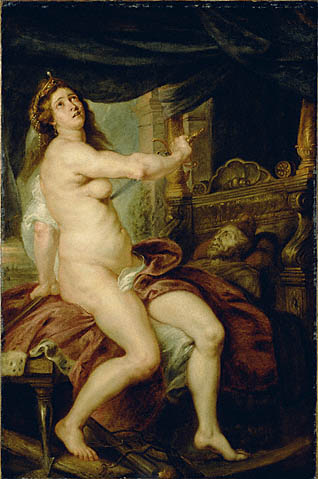
Peter Paul Rubens, Śmierć Panthei (około 1635–1638)

Przebieg starcia jest relacjonowany z punktu widzenia Panthei, z daleka obserwującej szarżę rydwanów. Śmierć Abradatesa jest ukazana w prostych słowach.
Then headlong to the earth, with dreadful crash,
Chariot and charioteer are overthrown,
Never again to rise.
W poemacie Atherstone’a nie ma wzmianki o tym, że bohaterka zadała sobie śmiertelny cios. Kiedy tragarze przychodzą, żeby w lektyce zanieść Pantheę do jej namiotu, okazuje się, że jest ona martwa.
And standing nigh the palanquin is seen,
Whose sturdy bearers with dejected look
Wait their loved mistress to her tent to bear.
Gently the mutilated corse they move:
Gently, the lovely mourner from the earth
They raise; but she is icy cold--her limbs--
Her beauteous, pliant limbs are stiffening:--still
Her azure eye is fix'd upon the earth;
But is there animation in it?--No!
Panthea was no more!--
W Abradatesie i Panthei Atherstone sięgnął po raz pierwszy po tematykę batalistyczną, która później dojdzie do głosu w Upadku Niniwy.
The circling wheels moved on;--
From the bright scythes thick flashing lightnings came:--
The hollow beat of the coursers' hoofs no more
Sounded upon the ear:--the glittering car
Grew every moment less:--amid the hosts
Of chariots and of horsemen soon it mix'd.n;--
Opisy walki, między innymi dzięki zastosowaniu krótkich zdań i przerzutni są plastyczne i dynamiczne:
Where--where is Abradates?--only him
Seeks she amid the hosts.--What sees she now?
She sees from far the lofty chariots whirl:--
She hears faint distant shoutings:--sure his plume,
His purple plume is there!--'tis lost again--
Again it gleams--and fades:--sure 'tis his voice
So clear and strong that cheers the fierce attack!--
Z przedstawieniem toczących się orężnych zmagań kontrastuje opis pobojowiska, po którym chodzą z pochodniami kobiety, szukające wśród poległych swoich mężów, ukochanych, ojców i braci.
Along the plain
Quick moving torches glance:--light female forms
With hurried step are seeking through the field
Husbands or lovers--fathers--brothers lost:--
Poemat kończy się informacją o wzniesieniu przez Cyrusa okazałego nagrobka dla upamiętnienia Abradatesa i Panthei:

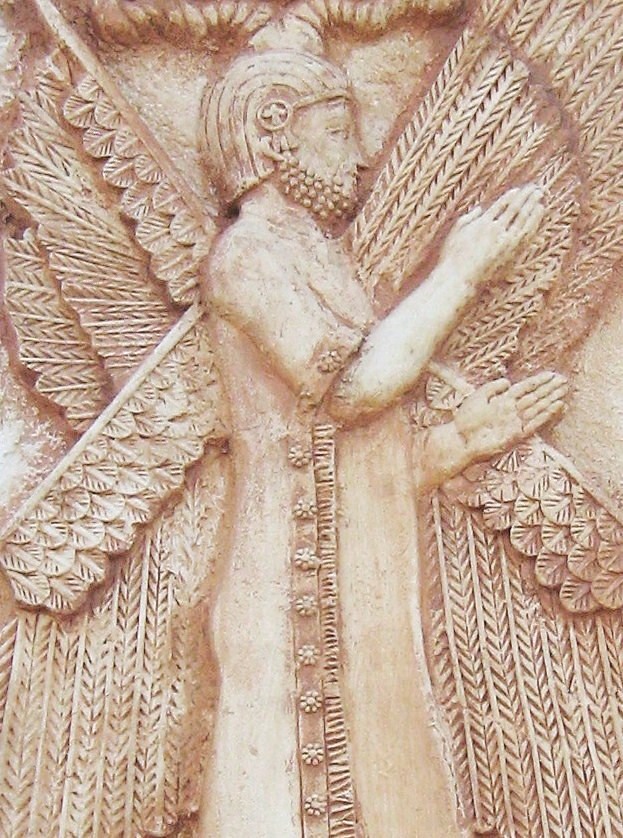
Płaskorzeźba przedstawiająca króla Cyrusa Wielkiego

In Thymbra's vast
And silent vale, a monumental pile
Told to the gazing traveller, that a king,
And beauteous queen, there in each other's arms
Slept their last sleep:--the bravest he of men,
And she of women loveliest. Their names
Were--Abradates and Panthea.

## Opinia krytyki
Debiutancki tomik Edwina Atherstone’a został zrecenzowany w czasopiśmie The New Monthly Magazine and Literary Journal. Anonimowy krytyk literacki napisał: The Abradates and Panthea is a free and elegant version of the celebrated tale of these princely lovers, whose sad fate is os beautifully related by Xenophon. Wypowiedział się też w tonie uznania o samym poecie, wyrażając nadzieję, że rozwinie swój talent w kolejnych, ambitniejszych dziełach: We shall be very glad to meet with this author again, and to see his fine powers employed on more genial themes. Utwory poety zostały także dostrzeżone przez The London Magazine. Omawiając Ostatnie dni Herkulanum, recenzent stwierdza: There are passages, both in this poem and in that of Abradates and Panthea, which follows it, of fine and exquisite decription, jednak tym razem krytyk zarzucał poecie epatowanie drastycznymi obrazami okropnych ran i pokawałkowanych ciał.